# Ukraińska Grupa Inicjatywna na rzecz Uwolnienia Więźniów Sumienia
Ukraińska Grupa Inicjatywna na rzecz Uwolnienia Więźniów Sumienia – ukraińska organizacja społeczno-polityczna.
Grupę założyło w sierpniu 1987 sześciu byłych więźniów politycznych:
- Wasyl Barladianu
- Stepan Chmara
- Wiaczesław Czornowił
- Iwan Hel
- Mychajło Horyń
- Zorian Popadiuk

Grupa zakończyła działalność w roku 1990, kiedy zwolniono ostatniego ukraińskiego więźnia politycznego, którym był Bohdan Kłymczak.